# Либохова, Экрем
Экрем бей Либохова (алб. Eqrem bej Libohova; 24 февраля 1882, Янина, Османская империя — 1948, Рим, Италия) — албанский политический, государственный и дипломатический деятель. Премьер-министр Албании в 1943 году (дважды) во время итальянской оккупации Албании.

## Биография

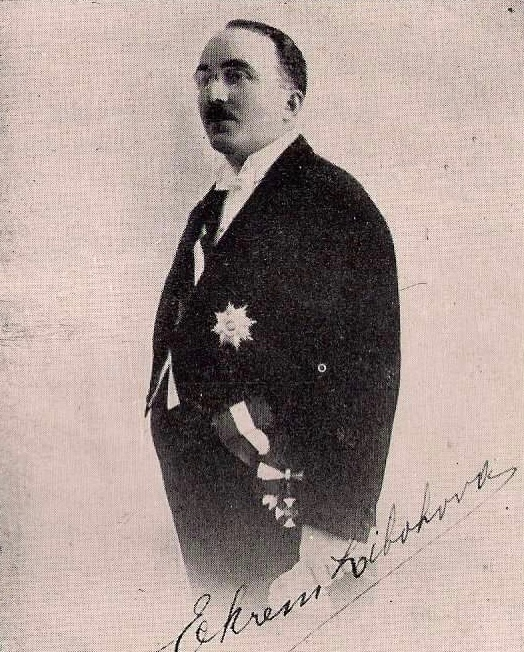
Экрем бей Либохова

Представитель одной из старейших династий албанских аристократов, восходящей своими корнями к XIII веку. В его роду были правители Иоаннина, владевшие этими территориями на протяжении трёх веков. Брат Мифита Либохова.
Образование получил в Янине и Галатасарае в Стамбуле. Окончил Военную академию в Брюсселе. В 1905—1908 годах служил в армии Османской империи. Позже, служил высокопоставленным чиновником Османской администрации. Был заместителем префекта на одном из островов Додеканеса, префектом Влёры и губернатором Чамерии.
Участник Первой Балканской войны, сражался против войск Балканского союза.
В 1914—1915 годах в чине майора служил адъютантом албанского князя Вильгельма Вида, с которым после начала Первой мировой войны покинул Албанию. Войну провёл, в основном, на о. Корфу, где работая с Эссадом-пашой Топтани. После окончания войны вернулся в Албанию. Участвовал в мирной конференции в Париже.
В 1922 году отправлен главой албанской миссии в Рим.
В 1931 году, будучи министром королевского двора, сопровождал А.Зогу во время его пребывания в Вене, когда на короля было совершено покушение. Закрыл своим телом короля, при этом сам Экрем бей Либохова был ранен террористами в ногу.
В 1934—1936 годах занимал пост посла Албании во Франции, одновременно — в Бельгии.
С 9 января 1936 по 2 апреля 1939 года Либохова был министром иностранных дел Албании. После итальянской оккупации Албании вместе с королём Зогу покинул Албанию и вернулся в страну в начале 1943 года.
Во время итальянской оккупации Албании с 18 января 1943 по 11 февраля 1943 года, а затем с 11 мая по 2 сентября 1943 года работал премьер-министром Королевства Албании.
Экрем бей Либохова был активным членом Албанской фашистской партии. Правительство Либохова выдвинуло ряд предложений, которые были направлены королю Виктору Эммануилу III и Муссолини. Эти предложения, сформулированные в девяти пунктах, ставили своей целью по крайней мере формальное усиление независимости Албании от Италии. Среди предложений были следующие:
1. создание официальной структуры — Двора короля Албании, который должен заменить собой институт королевского наместничества;
2. ликвидация подсекретариата по албанским делам в Министерстве иностранных дел Италии и обмен официальными представителями между обеими странами;
3. ревизия соглашений 1939 г. и предоставление Албании права на самостоятельные внешние сношения, чтобы гармонизировать албанскую внешнюю политику с независимостью страны;
4. трансформация Албанской фашистской партии, с целью придания ей более «национального» характера, в чисто албанскую тоталитарную партию под названием «Гвардия Великой Албании», основанную на тех же самых фашистских принципах. При этом Дуче официально именуется «создателем Великой Албании», а члены Албанской фашистской партии автоматически станут членами новой партии;
5. создание самостоятельных албанских вооруженных сил, отдельных от итальянских, размещенных в Албании;
6. жандармерия, полиция, финансовая гвардия и милиция должны быть чисто албанскими и под албанским контролем;
7. албанская фашистская милиция ликвидируется, её личный состав перераспределяется между албанскими жандармерией, полицией и т. д.
8. должно быть пересмотрено соглашение о таможенном союзе;
9. возвращение этнических албанцев, выселенных с территории Черногории в Косово, на места их постоянного проживания.
В 1943 году, после капитуляции Италии, был сторонником сотрудничества с Германией на основе «ограниченного доверия».
В 1944 году Либохова покинул страну и до конца жизни оставался в Италии.